# Abdulaziz al-Ameeri
Abdulaziz Abdelrahman al-Ameeri (né le 12 juin 1982) est un athlète qatarien, spécialiste des courses de fond.

## Biographie
Il remporte la médaille d'or du 5 000 mètres lors des championnats d'Asie 2003, à Manille, dans le temps de 13 min 58 s 89. 

### Palmarès
| Date | Compétition         | Lieu    | Résultat | Épreuve | Performance    |
| ---- | ------------------- | ------- | -------- | ------- | -------------- |
| 2003 | Championnats d'Asie | Manille | 1er      | 5 000 m | 13 min 58 s 89 |

### Records
| Épreuve | Performance    | Lieu       | Date         |
| ------- | -------------- | ---------- | ------------ |
| 5 000 m | 13 min 33 s 18 | Casablanca | 12 août 2003 |